# Anže Lanišek
Anže Lanišek (Lubiana, 20 aprile 1996) è un saltatore con gli sci sloveno.

## Biografia
Lanišek, originario di Domžale e attivo in gare FIS dal luglio del 2010, in Coppa Continentale ha esordito il 2 luglio 2011 a Kranj (37º) e ha colto la prima vittoria, nonché primo podio, il 29 gennaio 2012 a Bischofshofen. In Coppa del Mondo ha debuttato il 21 marzo 2014 a Planica (34º) e ha conquistato il primo podio nella gara a squadre disputata a Klingenthal il 21 novembre 2015 (2º). Ha esordito ai Mondiali di volo a Tauplitz 2016, classificandosi 12º nella gara individuale e 4º in quella a squadre.
Ai successivi Mondiali di Lahti 2017, suo esordio iridato, si è classificato 36º nel trampolino lungo, 4º nella gara a squadre mista dal trampolino normale e 5º nella gara a squadre dal trampolino lungo; ai successivi Mondiali di Seefeld in Tirol 2019 è stato 35º nel trampolino lungo e 6º nella gara a squadre, mentre a quelli di Oberstdorf 2021 ha vinto la medaglia di bronzo nel trampolino normale e si è classificato 5º nel trampolino lungo, 5º nella gara a squadre e 4º nella gara a squadre mista. Il 28 novembre 2021 ha conquistato a Kuusamo la prima vittoria in Coppa del Mondo. Ai XXIV Giochi olimpici invernali di Pechino 2022, suo esordio olimpico, si è classificato 13º nel trampolino normale; ai successivi Mondiali di volo di Vikersund 2022 ha vinto la medaglia d'oro nella gara a squadre e si è piazzato 5º in quella individuale e ai Mondiali di Planica 2023 ha vinto la medaglia d'oro nella gara a squadre, quella di bronzo nella gara a squadre mista ed è stato 9º nel trampolino normale e 11º nel trampolino lungo. Ai Mondiali di Trondheim 2025 ha vinto la medaglia d'oro nella gara a squadre, quella d'argento nella gara a squadre mista e si è classificato 8º nel trampolino normale e 4º nel trampolino lungo.

## Palmarès

### Mondiali
- 5 medaglie:
  - 2 ori (gara a squadre a Planica 2023; gara a squadre a Trondheim 2025)
  - 1 argento (gara a squadre mista a Trondheim 2025)
  - 2 bronzi (trampolino normale a  Oberstdorf 2021; gara a squadre mista a Planica 2023)

### Mondiali di volo
- 1 medaglia:
  - 1 oro (gara a squadre a Vikersund 2022)

### Olimpiadi giovanili
- 2 medaglie:
  - 1 oro (trampolino normale a Innsbruck 2012)
  - 1 argento (gara a squadre a Innsbruck 2012)

### Coppa del Mondo
- Miglior piazzamento in classifica generale: 3º nel 2023
- 53 podi (38 individuali, 15 a squadre):
  - 13 vittorie (8 individuali, 5 a squadre)
  - 25 secondi posti (19 individuali, 6 a squadre)
  - 15 terzi posti (11 individuali, 4 a squadre)

#### Coppa del Mondo - vittorie
| Data             | Località               | Nazione   | Trampolino                                                    |
| ---------------- | ---------------------- | --------- | ------------------------------------------------------------- |
| 28 novembre 2021 | Kuusamo                | Finlandia | Rukatunturi HS142                                             |
| 15 gennaio 2022  | Zakopane               | Polonia   | Wielka Krokiew HS140 (con Lovro Kos, Peter Prevc e Timi Zajc) |
| 28 gennaio 2022  | Willingen              | Germania  | Mühlenkopf HS147 (con Ema Klinec, Cene Prevc e Urša Bogataj)  |
| 26 marzo 2022    | Planica                | Slovenia  | Letalnica HS240 (con Žiga Jelar, Peter Prevc e Timi Zajc)     |
| 26 novembre 2022 | Kuusamo                | Finlandia | Rukatunturi HS142                                             |
| 9 dicembre 2022  | Titisee-Neustadt       | Germania  | Hochfirst HS142                                               |
| 17 dicembre 2022 | Engelberg              | Svizzera  | Gross-Titlis-Schanze HS140                                    |
| 11 marzo 2023    | Oslo                   | Norvegia  | Holmenkollen HS134                                            |
| 1º gennaio 2024  | Garmisch-Partenkirchen | Germania  | Große Olympiaschanze HS142                                    |
| 13 gennaio 2024  | Wisła                  | Polonia   | Malinka HS134 (con Lovro Kos)                                 |
| 22 marzo 2025    | Lahti                  | Finlandia | Salpausselkä HS130                                            |
| 23 marzo 2025    | Lahti                  | Finlandia | Salpausselkä HS130 (con Lovro Kos)                            |
| 30 marzo 2025    | Planica                | Slovenia  | Letalnica HS240                                               |

#### Torneo dei quattro trampolini
- 6 podi di tappa[2]:
  - 1 vittoria
  - 3 secondi posti
  - 2 terzi posti

### Coppa Continentale
- Miglior piazzamento in classifica generale: 3º nel 2015
- 25 podi:
  - 10 vittorie
  - 9 secondi posti
  - 6 terzi posti

#### Coppa Continentale - vittorie
| Data              | Località               | Nazione     | Trampolino                |
| ----------------- | ---------------------- | ----------- | ------------------------- |
| 29 gennaio 2012   | Bischofshofen          | Austria     | Paul Ausserleitner HS140  |
| 8 febbraio 2014   | Iron Mountain          | Stati Uniti | Pine Mountain HS133       |
| 13 settembre 2014 | Klingenthal            | Germania    | Vogtland Arena HS140      |
| 27 settembre 2014 | Trondheim              | Norvegia    | Granåsen HS138            |
| 24 gennaio 2015   | Planica                | Slovenia    | Bloudkova velikanka HS139 |
| 15 febbraio 2015  | Lahti                  | Finlandia   | Salpausselkä HS130        |
| 14 gennaio 2017   | Garmisch-Partenkirchen | Germania    | HS140                     |
| 20 gennaio 2018   | Erzurum                | Turchia     | HS140                     |
| 3 febbraio 2018   | Planica                | Slovenia    | HS138                     |
| 4 febbraio 2018   | Planica                | Slovenia    | HS138                     |